# 1980-as Formula–1 brazil nagydíj
A brazil nagydíj Nagydíj volt az 1980-as Formula–1 világbajnokság második futama.

## Futam
| Helyezés | #  | Versenyző             | Csapat/Motor    | Körök | Idő/Kiesés oka | Rajthely | Pontszám |
| -------- | -- | --------------------- | --------------- | ----- | -------------- | -------- | -------- |
| 1        | 16 | René Arnoux           | Renault         | 40    | 1:40:01,33     | 6        | 9        |
| 2        | 12 | Elio de Angelis       | Lotus-Ford      | 40    | +21,86         | 7        | 6        |
| 3        | 27 | Alan Jones            | Williams-Ford   | 40    | +1:06,11       | 10       | 4        |
| 4        | 25 | Didier Pironi         | Ligier-Ford     | 40    | +1:40,13       | 2        | 3        |
| 5        | 8  | Alain Prost           | McLaren-Ford    | 40    | +1:45,41       | 13       | 2        |
| 6        | 29 | Riccardo Patrese      | Arrows-Ford     | 39    | +1 kör         | 14       | 1        |
| 7        | 9  | Marc Surer            | ATS-Ford        | 39    | +1 kör         | 20       |          |
| 8        | 6  | Ricardo Zunino        | Brabham-Ford    | 39    | +1 kör         | 18       |          |
| 9        | 21 | Keke Rosberg          | Fittipaldi-Ford | 39    | +1 kör         | 15       |          |
| 10       | 30 | Jochen Mass           | Arrows-Ford     | 39    | +1 kör         | 16       |          |
| 11       | 7  | John Watson           | McLaren-Ford    | 39    | +1 kör         | 23       |          |
| 12       | 3  | Jean-Pierre Jarier    | Tyrrell-Ford    | 39    | +1 kör         | 22       |          |
| 13       | 23 | Bruno Giacomelli      | Alfa Romeo      | 39    | +1 kör         | 17       |          |
| 14       | 4  | Derek Daly            | Tyrrell-Ford    | 38    | +2 kör         | 24       |          |
| 15       | 20 | Emerson Fittipaldi    | Fittipaldi-Ford | 38    | +2 kör         | 19       |          |
| 16       | 2  | Gilles Villeneuve     | Ferrari         | 36    | Karburátor     | 3        |          |
| Kiesett  | 22 | Patrick Depailler     | Alfa Romeo      | 33    | Elektronika    | 21       |          |
| Kiesett  | 15 | Jean-Pierre Jabouille | Renault         | 25    | Turbó          | 1        |          |
| Kiesett  | 5  | Nelson Piquet         | Brabham-Ford    | 14    | Felfüggesztés  | 9        |          |
| Kiesett  | 26 | Jacques Laffite       | Ligier-Ford     | 13    | Elektronika    | 5        |          |
| Kiesett  | 14 | Clay Regazzoni        | Ensign-Ford     | 13    | Motorhiba      | 12       |          |
| Kiesett  | 1  | Jody Scheckter        | Ferrari         | 10    | Motorhiba      | 8        |          |
| Kiesett  | 11 | Mario Andretti        | Lotus-Ford      | 1     | Kicsúszás      | 4        |          |
| Kiesett  | 28 | Carlos Reutemann      | Williams-Ford   | 1     | Féltengely     | 11       |          |
| NK       | 10 | Jan Lammers           | ATS-Ford        |       |                |          |          |
| NK       | 18 | Dave Kennedy          | Shadow-Ford     |       |                |          |          |
| NK       | 17 | Stefan Johansson      | Shadow-Ford     |       |                |          |          |
| NK       | 31 | Eddie Cheever         | Osella-Ford     |       |                |          |          |

## Statisztikák
Vezető helyen:
- Gilles Villeneuve: 1 (1)
- Jean-Pierre Jabouille: 23 (2-24)
- René Arnoux: 16 (25-40)

René Arnoux 1. győzelme, 3. leggyorsabb köre, Jean-Pierre Jabouille 4. pole-pozíciója.
- Renault 2. győzelme.